# Rivisondoli
Rivisondoli település Olaszországban, Abruzzo régióban, L’Aquila megyében. Lakosainak száma 676 fő (2023. január 1.). Rivisondoli Barrea, Castel di Sangro, Pescocostanzo, Rocca Pia, Roccaraso és Scanno községekkel határos.

## Népesség
A település lakossága az elmúlt években az alábbi módon változott:
| Lakosok száma | 689  | 688  | 676  |
|               | 2017 | 2018 | 2023 |